# Kotschya thymodora
Kotschya thymodora är en ärtväxtart som först beskrevs av Baker f., och fick sitt nu gällande namn av Hiram Wild. Kotschya thymodora ingår i släktet Kotschya och familjen ärtväxter.

## Underarter
Arten delas in i följande underarter:
- K. t. septentrionalis
- K. t. thymodora